# استات کبالت (II)
استات کبالت(II) (به انگلیسی: Cobalt(II) acetate) یک ترکیب شیمیایی با شناسه پاب‌کم ۶۲۷۷ است. که جرم مولی آن 177.02124 g/mol (anhydrous) 249.08 g/mol (tetrahydrate) می‌باشد. 